# Agir (Brésil)
Pour les articles homonymes, voir Agir (homonymie) et PTC.
 (août 2018).
Si vous disposez d'ouvrages ou d'articles de référence ou si vous connaissez des sites web de qualité traitant du thème abordé ici, merci de compléter l'article en donnant les références utiles à sa vérifiabilité et en les liant à la section « Notes et références ».
Agir (nommé Parti de la jeunesse jusqu'en 1989, Parti de reconstruction nationale jusqu'en 2000 puis Parti travailliste chrétien jusqu'en 2022) est un parti politique brésilien fondé en 1985.

## Historique
Fondé par l'avocat Daniel Tourinho sous le nom de Parti de la jeunesse (Partido da Juventude, PJ), le parti est présidé par Fernando Collor de Mello à partir de 1989, année où il prend le nom de Parti de reconstruction nationale (Partido da Reconstrução Nacional, PRN). Fernando Collor de Mello devient président du Brésil en 1990.
Après la destitution de Collor de Mello en 1992, le PRN entre en crise. Il change de nom en 2000 pour devenir le Parti travailliste chrétien. En 2002, le PTC soutient la candidature présidentielle du populiste Anthony Garotinho. Aux élections parlementaires, il obtient 0,1 % des voix et aucun élu. En 2006, il obtient 0,9 % des voix et quatre sièges de député.
En 2010, bien que membre de la coalition victorieuse conduite par Dilma Rousseff, le PTC n'obtient qu'un seul siège de député.